# Kees Thijssen

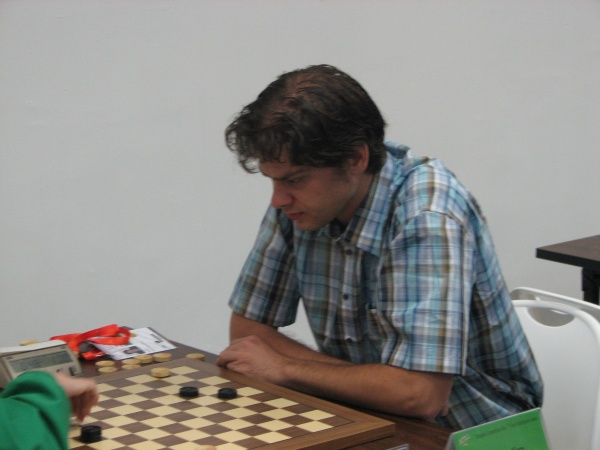
Kees Thijssen (2008)

Kees Thijssen (25 augustus 1975) is een Nederlandse dammer die is opgegroeid in Noord-Brabant en tegenwoordig woonachtig is in Diemen. Hij bezit de titels Internationaal Grootmeester en Nationaal Grootmeester en onderhoudt met Hein Meijer en Ben Provoost de website 10x10 special. .

## Nederlands kampioenschap
Thijssen werd 5x achter elkaar Nederlands kampioen: in Amsterdam 2003, Huissen 2004, Groningen 2005, Culemborg 2006 en Soest 2007. 
Stand van zaken 2013: Thijssen nam in totaal 19 keer deel aan het Nederlands kampioenschap dammen, met de volgende resultaten: 
| jaar | locatie             | plaats |  | jaar | locatie    | plaats |  | jaar | locatie   | plaats |  | jaar | locatie       | plaats |
| ---- | ------------------- | ------ |  | ---- | ---------- | ------ |  | ---- | --------- | ------ |  | ---- | ------------- | ------ |
| 1994 | Huissen             | 11e    |  | 1999 | Huissen    | 6e     |  | 2005 | Groningen | 1e     |  | 2010 | Emmen         | 5e     |
| 1995 | Stadskanaal         | 5e     |  | 2001 | Zwartsluis | 4e     |  | 2006 | Culemborg | 1e     |  | 2011 | Wapenveld     | 9e     |
| 1996 | Steenwijk           | 7e     |  | 2002 | Velp       | 6e     |  | 2007 | Soest     | 1e     |  | 2012 | Heerhugowaard | 6e     |
| 1997 | Uithuizen           | 6e     |  | 2003 | Amsterdam  | 1e     |  | 2008 | Emmeloord | 10e    |  | 2013 | Steenwijk     | 4e     |
| 1998 | Hoogezand-Sappemeer | 3e     |  | 2004 | Huissen    | 1e     |  | 2009 | Huissen   | 6e     |  |      |               |        |

## Europees kampioenschap
Hij nam deel aan het Europees kampioenschap in Bovec 2006 (6e plaats met 13 uit 10), Tallinn 2008 (7e plaats met 11 uit 9), Murzasichle 2010 (30e met 9 uit 9) en Emmen 2012 (6e met 11 uit 9).

## Wereldkampioenschap
Hij nam deel aan de toernooien om het wereldkampioenschap in Zwartewaterland 2003 (6e plaats), Amsterdam 2005 (6e plaats) en Hardenberg 2007 (17e plaats). Hij had zich geplaatst voor het WK dammen in 2009, maar dat toernooi werd vanwege financiële problemen afgelast. In 2023 werd hij 9e in Willemstad en in 2025 6e in Yaoundé.